# Gimnàstic de Tarragona
Gimnàstic de Tarragona er en catalansk fodboldklub, der tidligere har spillet i den bedste spanske række, La Liga. De har bl.a. haft den tidligere AGF-spiller Tobias Grahn i førsteholdstruppen.